# Ich hab’ dir nie einen Rosengarten versprochen (Film)
Ich hab’ dir nie einen Rosengarten versprochen (Originaltitel: I Never Promised You a Rose Garden) ist ein US-amerikanisches Filmdrama des Regisseurs Anthony Page aus dem Jahr 1977. Der Film basiert auf dem gleichnamigen autobiografischen Roman von Joanne Greenberg. Er zeigt eine junge Frau, die an Schizophrenie erkrankt ist, und den mühsamen Kampf mit der Krankheit. Eine Ärztin hilft ihr behutsam, ihren Zustand zu verbessern.

## Handlung
Die sechzehnjährige Deborah wird nach einem Selbstmordversuch in eine psychiatrische Klinik eingeliefert, wo Schizophrenie diagnostiziert wird. Deborah hat sich ihre eigene Scheinwelt „Yr“ geschaffen, in der sie Zuflucht vor ihrer Krebserkrankung findet. Darüber hinaus spricht sie eine eigene, für andere unverständliche Sprache. Die psychische Erkrankung ist für Deborah Flucht aus einer für sie unerträglichen Wirklichkeit.
In der Klinik nimmt sich die Ärztin Dr. Fried ihrer an. Sie hilft ihr, sich mit den Ursachen für die Krankheit auseinanderzusetzen und mehr und mehr ohne die Scheinwelt „Yr“ auszukommen. Es gibt jedoch immer wieder Rückschläge, und Deborah ist nahe daran, aufzugeben.
Das Therapieziel liegt darin, die reale Welt auch dann zu akzeptieren, wenn sie kein „Rosengarten“ ist.

## Filmproduktion
Nach dem Erfolg von Einer flog über das Kuckucksnest konnte Roger Corman die Finanzierung für eine Filmversion des 1964 veröffentlichten Romans erhalten.
In einem Interview aus dem Jahr 2006 erinnert sich die Autorin Joanne Greenberg, dass sie vom Produktionsteam des Films nie um Rat gefragt wurde, nur die Schauspielerin Bibi Andersson kontaktierte sie. Andersson erzählte Greenberg, die Produzenten wollten die Autorin nicht konsultieren, weil diese „hoffnungslos verrückt“ sei.
Für die Hintergrundmusik der Yr-Szenen wurde eine Aufnahme von einem balinesischen Kecak verwendet.
Der Film gehörte zu den teuersten Produktionen von New World Pictures.

## Unterschiede zum Buch
Hinweise auf den jüdischen Glauben Deborahs einschließlich des Mobbings seitens ihrer antisemitischen Mitschüler wurden nicht aus dem Buch übernommen, so dass in der Filmversion der Kampf gegen den Harnröhrenkrebs der einzige Grund für Deborahs Rückzug aus der Realität ist.

## Auszeichnungen (Auswahl)
Bei der Oscarverleihung 1978 erhielt der Film eine Nominierung in der Kategorie Bestes adaptiertes Drehbuch.